# François Mauriac
Pour les articles homonymes, voir Mauriac.
François Mauriac, né le 11 octobre 1885 à Bordeaux et mort le 1er septembre 1970 à Paris, est un écrivain français.
Lauréat du Grand prix du roman de l'Académie française en 1926, il est élu membre de l'Académie française au fauteuil no 22 en 1933. Il reçoit le prix Nobel de littérature en 1952.

## Biographie

### Famille, enfance et formation

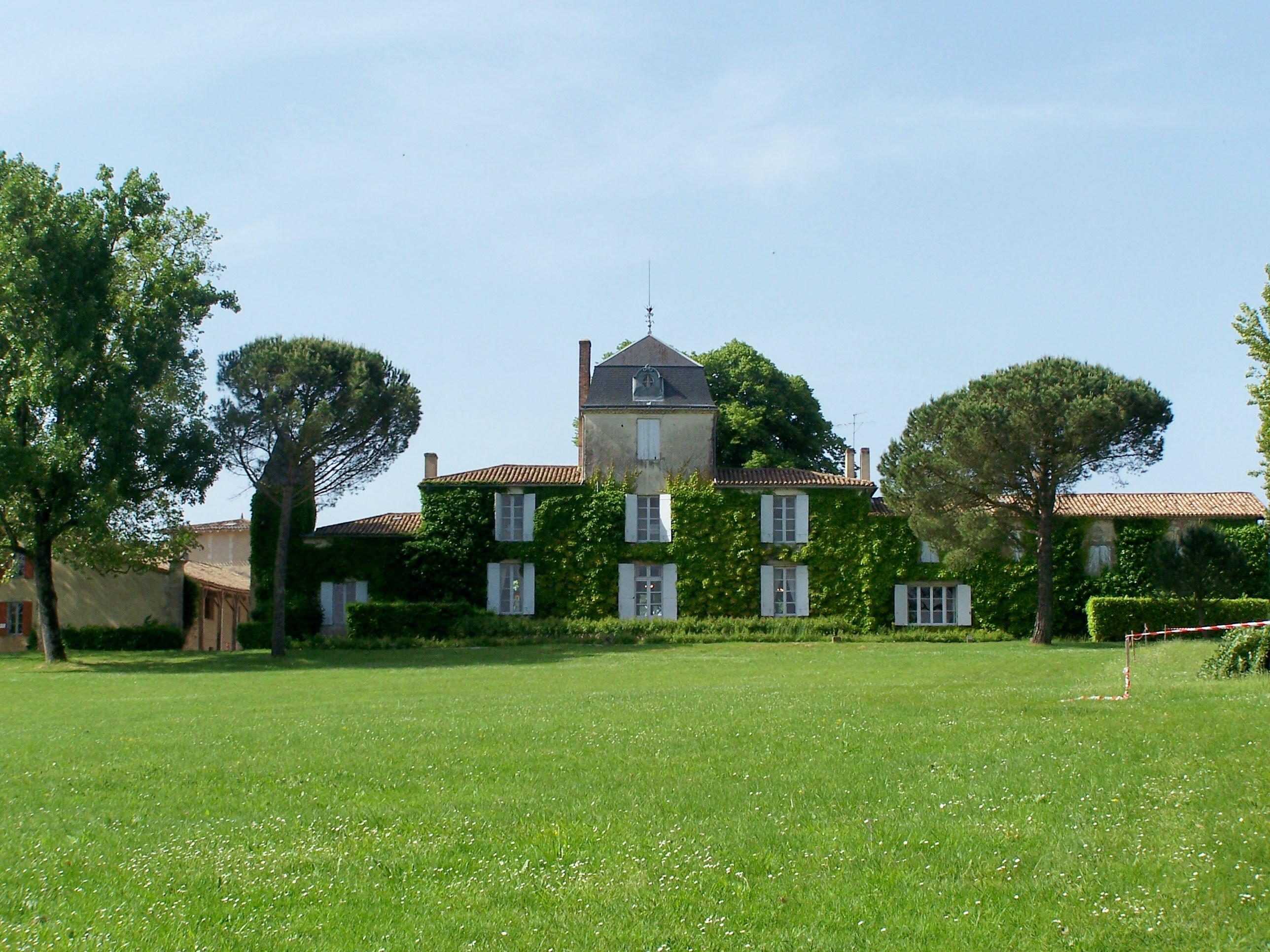
Le domaine de Malagar, dont François Mauriac hérita en 1927 et où il écrivit une grande partie de son œuvre.

Charles François Mauriac naît le 11 octobre 1885 dans la maison familiale du 86, rue du Pas-Saint-Georges à Bordeaux,. Il est le dernier d'une fratrie composée d'une sœur aînée, Germaine (1878-1974), et de trois frères, Raymond (1880-1960), Jean (1881-1945) et Pierre (1882-1963).
Son père, Jean-Paul Mauriac (né le 22 mai 1850 à Saint-Pierre-d'Aurillac) est un marchand de bois merrain, banquier et propriétaire terrien dans les Landes de Gascogne, qui avait le goût des lettres mais qui, en sa qualité d'aîné, fut dirigé vers les affaires. Il a épousé à Bordeaux, le 14 janvier 1878, Marguerite Marie Claire Coiffard (née le 14 novembre 1853 à Bordeaux), héritière d'une famille du négoce bordelais,. Il meurt prématurément le 11 juin 1887 à Bordeaux à 37 ans des suites d'un « abcès au cerveau »,. Marguerite Mauriac meurt le 24 juin 1929 à Lanton.
Orphelin de père à vingt mois, François Mauriac vit toute son enfance très entouré par une mère catholique très pratiquante – dont il est le fils préféré et celui qui gère toutes les affaires familiales –, par sa grand-mère Irma Coiffard (née Abribat) et sous le tutorat de son oncle, Louis Mauriac, magistrat (seul frère, cadet, de son père). N'ayant pas connu son père, il en interpréta les sentiments profondément laïcs et républicains comme contrepoids au formalisme religieux maternel.
François Mauriac apprend à lire et à écrire rue du Mirail, chez la sœur Adrienne, avec Martial-Piéchaud, son plus vieil ami bordelais. Il fait à partir de 1892 ses études primaires puis secondaires chez les Marianistes de l'institution Sainte-Marie Grand-Lebrun à Caudéran, où il fera la rencontre d'un ami d'une vie, André Lacaze.
Outre les divers logements que la famille occupe à Bordeaux, son adolescence est marquée par plusieurs lieux girondins qui tous, marqueront profondément son œuvre : Gradignan où sa grand-mère Irma possède le « Château-Lange », les Landes de Gascogne autour de Langon, Verdelais et surtout l'été à Saint-Symphorien, tous ces bourgs dominés par la bourgeoisie viticole ou ayant fait fortune dans l'exploitation forestière, au climat lourd de secrets étouffés qu'il peindra dans la plupart de ses romans.
Après avoir écrit, dans son enfance, de petits textes et poèmes, il compose à treize ans sa première réelle œuvre, un mélodrame de jeunesse intitulé Va-t'en !, dédié à sa sœur Germaine.
La mort de sa grand-mère Irma en 1902 est un profond choc pour l'adolescent. Il constate la profonde hypocrisie de sa famille religieuse et bourgeoise qui se partage déjà l'héritage à côté de l'agonisante,.
François Mauriac rate la seconde partie du baccalauréat de philosophie et doit redoubler, préférant refaire une année au lycée public de Bordeaux. Dans cet établissement, il a notamment pour professeur Marcel Drouin, beau-frère d'André Gide, qui lui fait découvrir les textes de Paul Claudel, Francis Jammes, Henri de Régnier, Arthur Rimbaud, Charles Baudelaire, Colette et André Gide (notamment L'Immoraliste et Les Nourritures terrestres qui le marqueront), tous proscrits dans sa famille et chez les pères, finissant ainsi de constituer son corpus littéraire personnel. Il découvre également à cette époque les textes et idées de Maurice Barrès qui marqueront sa jeunesse.
Après son baccalauréat obtenu en juillet 1904, il étudie la littérature à la faculté de Bordeaux, sous la direction de Fortunat Strowski. Il a alors pour condisciple Jean de La Ville de Mirmont et se lie d'amitié avec André Lafon.
À cette époque, il habite toujours avec l'ensemble de sa famille, dans divers appartements et immeubles de Bordeaux, dont le 15 rue Rolland de 1903 à 1907, et fréquente à partir de 1905 les cercles bordelais du Sillon de Marc Sangnier, mouvement catholique « ouvriériste » dont il se sent proche mais qui le laisse insatisfait et dont il s'écarte définitivement en juin 1907,.
Sa famille l'envoie avec une rente annuelle de 10 000 francs à Paris, où il s'installe le 16 septembre 1907 — tout d'abord dans une pension étudiante de frères maristes au no 104 de la rue de Vaugirard où il réside un an avant d'être exclu, puis quelques mois dans l'hôtel l'Espérance voisin, et enfin seul en 1909 au cinquième étage du no 45 de la rue Vaneau — pour préparer l'École des chartes qu'il intègre mais abandonne presque aussitôt : plus tard, il écrira en effet que ces études lui convenaient « comme le métier de coiffeur à une écrevisse ».
Dès lors, il se consacre entièrement à l'écriture en publiant des poèmes, à son compte, dans la Revue du temps présent[réf. nécessaire].

### Années 1910 et 1920
Son premier volume de poèmes, Les Mains jointes, est publié en 1909. Bien que retenant l'attention des milieux littéraires et notamment, depuis 1910, de Maurice Barrès, auquel il voue un véritable culte, Mauriac ne sera connu du grand public qu'une dizaine d'années plus tard.
François Mauriac épouse, le 2 juin 1913 à Talence, Jeanne Lafon (Oran, 2 octobre 1893 – Paris 8e, 21 avril 1983), rencontrée chez leur amie commune Jeanne Alleman, auteure qui publie sous le pseudonyme masculin de Jean Balde. Jeanne Lafon est la fille de Marc Lafon (1857-1919), polytechnicien et inspecteur des finances, alors trésorier-payeur général de la Gironde, et de Léonie Bouchard (1862-1963). Elle est la petite-fille de Léon Bouchard (1830-1904), premier président de la Cour des comptes et maire de Vémars, et la petite-nièce de l'historien Gustave Fagniez (1842-1927). C'est par la famille Bouchard, implantée à Vémars depuis des générations, que François Mauriac héritera du château de la Motte au nord de Paris, où il habitera souvent sous l'Occupation et à la fin de sa vie.
Le jeune ménage réside à Paris, de 1913 à 1930 au 89 rue de la Pompe puis jusqu'à la mort de Mauriac, en 1970, au 38 avenue Théophile-Gautier et a quatre enfants : son fils Claude Mauriac né en 1914, puis Claire Mauriac, Luce Mauriac et Jean Mauriac, respectivement en 1917, 1919 et 1924.
La carrière littéraire de Mauriac est interrompue par la Première Guerre mondiale, durant laquelle il s'engage un temps, bien que réformé et de santé précaire, dans un hôpital de la Croix-Rouge à Salonique. Après la victoire de 1918, il reprend ses activités et publie, en 1921, Préséances, qui le brouille pour longtemps avec la bonne société bordelaise, puis, en 1922, Le Baiser au lépreux.

### Succès littéraire

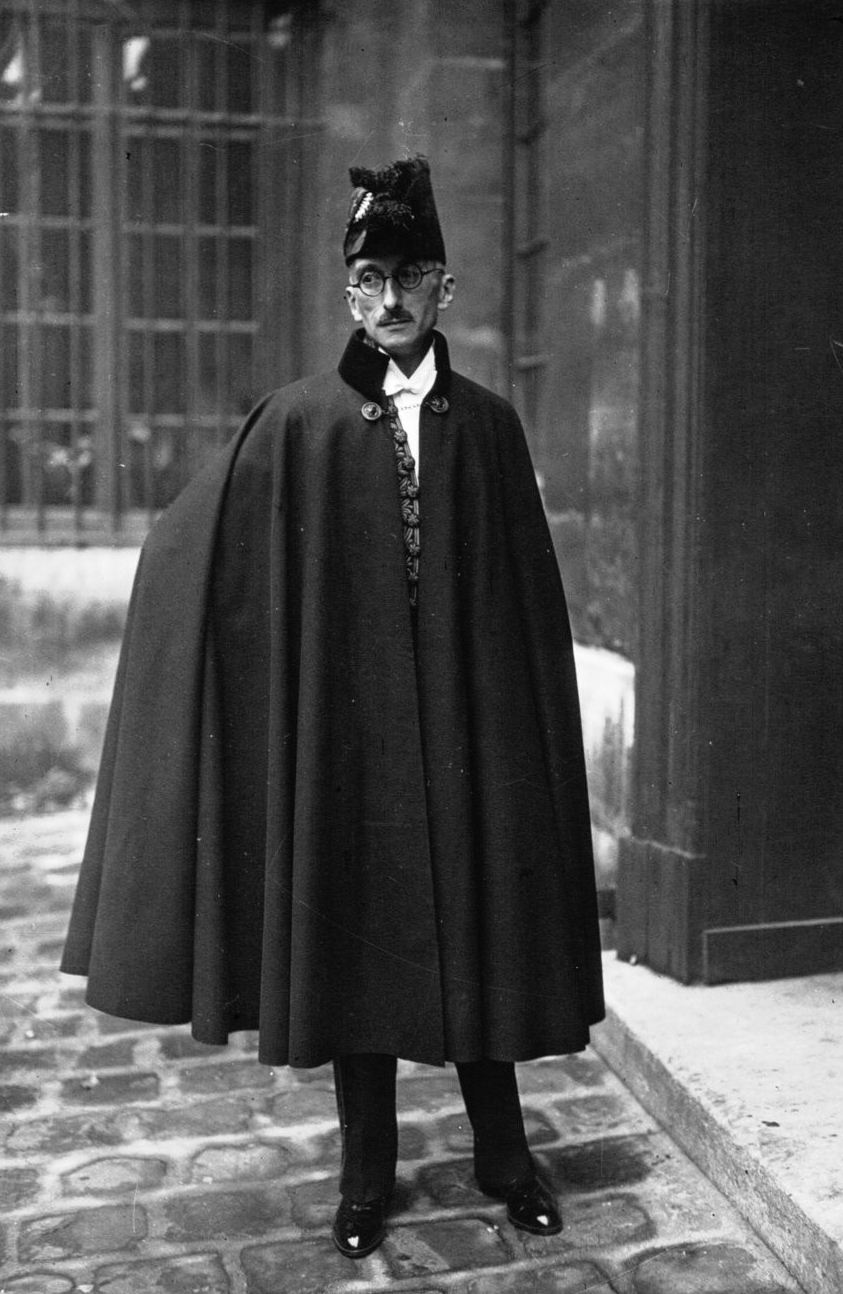
Mauriac en grand habit lors de son entrée à l'Académie française le 1 juin 1933.

Dans une vie d'abord marquée par les mondanités littéraires (jeune, il fréquente les salons, notamment celui de Natalie Clifford Barney et surtout celui de la comtesse Anna de Noailles), puis par des engagements politiques guidés notamment par un idéal chrétien socialisant (il suit un temps le Sillon de Marc Sangnier et s'oppose à l'Action française), Mauriac est avant tout occupé par la composition d'une œuvre romanesque où il se révèle un analyste des passions de l'âme et un pourfendeur de la bourgeoisie provinciale (Genitrix, Le Désert de l'amour, Thérèse Desqueyroux, Le Nœud de vipères, Le Mystère Frontenac). La plupart de ses romans évoquent le conflit entre la foi et la chair, et développent plusieurs images récurrentes comme le « désert » spirituel que ses personnages doivent traverser.
La qualité de ses romans et de sa poésie lui vaut d'être triomphalement élu à l'Académie française le 1er juin 1933 au premier tour contre Edmond Sée par 28 voix et 3 bulletins blancs sur 31 votants. Le 16 novembre 1933, lors de sa réception, il doit néanmoins endurer le discours peu flatteur d'André Chaumeix.

### Un écrivain engagé
Tout en poursuivant son œuvre littéraire (La Fin de la nuit, première suite de Thérèse Desqueyroux, Les Anges noirs), il prend part à de nouveaux combats politiques, notamment au moment de la guerre d'Espagne. Même s'il est d'abord favorable au soulèvement nationaliste, il dénonce dès août 1936 le massacre de Badajoz. Le bombardement de Guernica en avril 1937 confirme son basculement aux côtés des Républicains espagnols qu'il exprime dans ses articles du Figaro et de Temps présent et aux côtés des chrétiens de gauche dans les revues Esprit ou Sept. Cet engagement provoquera une première rupture avec sa famille politique. Robert Brasillach lui dédicacera son ouvrage sur la guerre d'Espagne : « à F.M. égaré ». La solidarité catholique de Mauriac concerne autant l’Espagne et le Pays basque que la France: le 8 mai 1937, il signe avec Jacques Maritain, Gabriel Marcel, Stanislas Fumet et Jacques Madaule un manifeste intitulé « Pour le peuple basque». Le Pays basque semble à Mauriac l’exemple d’un modèle social dont il admire un « syndicalisme catholique », alors un mouvement catholique à la fois social et identitaire.
S’agissant de l’Espagne, cela passe d’abord par la question du statut du Pays basque.
Sous l'Occupation, après quelques hésitations devant la Révolution nationale lancée par le maréchal Pétain[réf. nécessaire], il publie en 1941 La Pharisienne, qui peut se lire en creux comme une critique du régime de Vichy et qui lui vaut d'être désigné comme « agent de désagrégation » de la conscience française par les thuriféraires de l'Ordre nouveau. Au sein de l'Académie française, il fait partie avec Georges Duhamel (qui devient secrétaire perpétuel provisoire en 1942), Louis Gillet et Paul Valéry du petit groupe tenant tête à la fraction pétainiste de l'institution,. Il adhère au Front national des écrivains et participe à l'œuvre de Résistance à travers la presse clandestine (Les Lettres françaises notamment). Il fait paraître en 1943, aux Éditions de Minuit, sous le pseudonyme de « Forez », Le Cahier noir, qui est diffusé sous le manteau.
Au moment de l'épuration, il intervient en faveur de l'écrivain Henri Béraud, accusé de collaboration. Il signe la pétition des écrivains en faveur de la grâce de Robert Brasillach, qui est condamné à mort et qui sera malgré cela exécuté. Cet engagement lui vaut le surnom de « Saint-François-des-Assises ». Il rompt peu après avec le Comité national des écrivains en raison de l'orientation communiste du comité et participe à la revue des Cahiers de La Table ronde, où de jeunes écrivains – qui seront appelés plus tard les Hussards – font leurs débuts. Entre 1946 et 1953, éditorialiste au Figaro, François Mauriac s'illustre par la virulence de son anticommunisme dans le contexte de la guerre froide,.
À la Libération, le premier numéro du Figaro littéraire s’ouvre en 1946 par un de ses articles consacré à Marcel Proust, sur deux colonnes et demie de la première page. Il fait alors l'objet de violentes attaques dans la revue d'extrême droite Écrits de Paris de la part de Jean Maze (sous le pseudonyme « Orion ») qui a cité François Mauriac dans son Nouveau Dictionnaire des Girouettes.
Il est administrateur de la société fermière du Figaro fondée en 1950, à l'orée de la décennie d'expansion du quotidien dans les années 1950, au moment où la rédaction assume une pluralité de points de vue sur la guerre d'Indochine, sur laquelle il écrit des articles défavorables : critique du pouvoir démocrate-chrétien, il l'accuse de ne provoquer que « ruines », « décomposition » et « décombres », notamment dans sa politique coloniale. Dès le début des années 1950, le quotidien confie à Claude Mauriac une critique de cinéma hebdomadaire.
Il est par ailleurs membre du Comité de patronage de la Fédération française contre l'Arme nucléaire.
Quand le Sultan Mohammed V est exilé du Maroc en Corse, peu avant d'être déporté le 5 février 1953 à Madagascar, Mauriac s'en indigne dans Le Figaro par des articles qui lui valent des lettres d'insultes, l'amenant à rejoindre quatre mois après L'Express, où Léone Georges-Picot, proche de Simon Nora, Pierre Viansson-Ponté, venu de l'AFP, et Jean Daniel, proche du radical Georges Bérard-Quélin, deviennent ses amis.
Estimant que de Gaulle serait « prisonnier des militaires » à son retour au pouvoir en 1958, L'Express se lance dans un antigaullisme qui gêne Mauriac. Lors d'un voyage de De Gaulle à Bordeaux, il préfère ne pas le rencontrer car le journal lui « est ouvertement hostile » puis démissionne mais conserve son « Bloc-notes ». Quand Pierre Brisson veut relancer le Figaro littéraire au début des années 1960, il lui demande conseil pour le choix du rédacteur en chef. François Mauriac appuie le jeune Michel Droit, rédacteur en chef de l'Actualité télévisée à la RTF et « déjà connu pour son gaullisme ». Mauriac exprime en janvier 1961 son intention de retirer son « Bloc-notes » de L'Express, déclenchant une avalanche de courriers des lecteurs puis se décide, trois mois après, quand Jean-Jacques Servan-Schreiber présente le Général de Gaulle comme une « canaille ».

### Obtention du prix Nobel

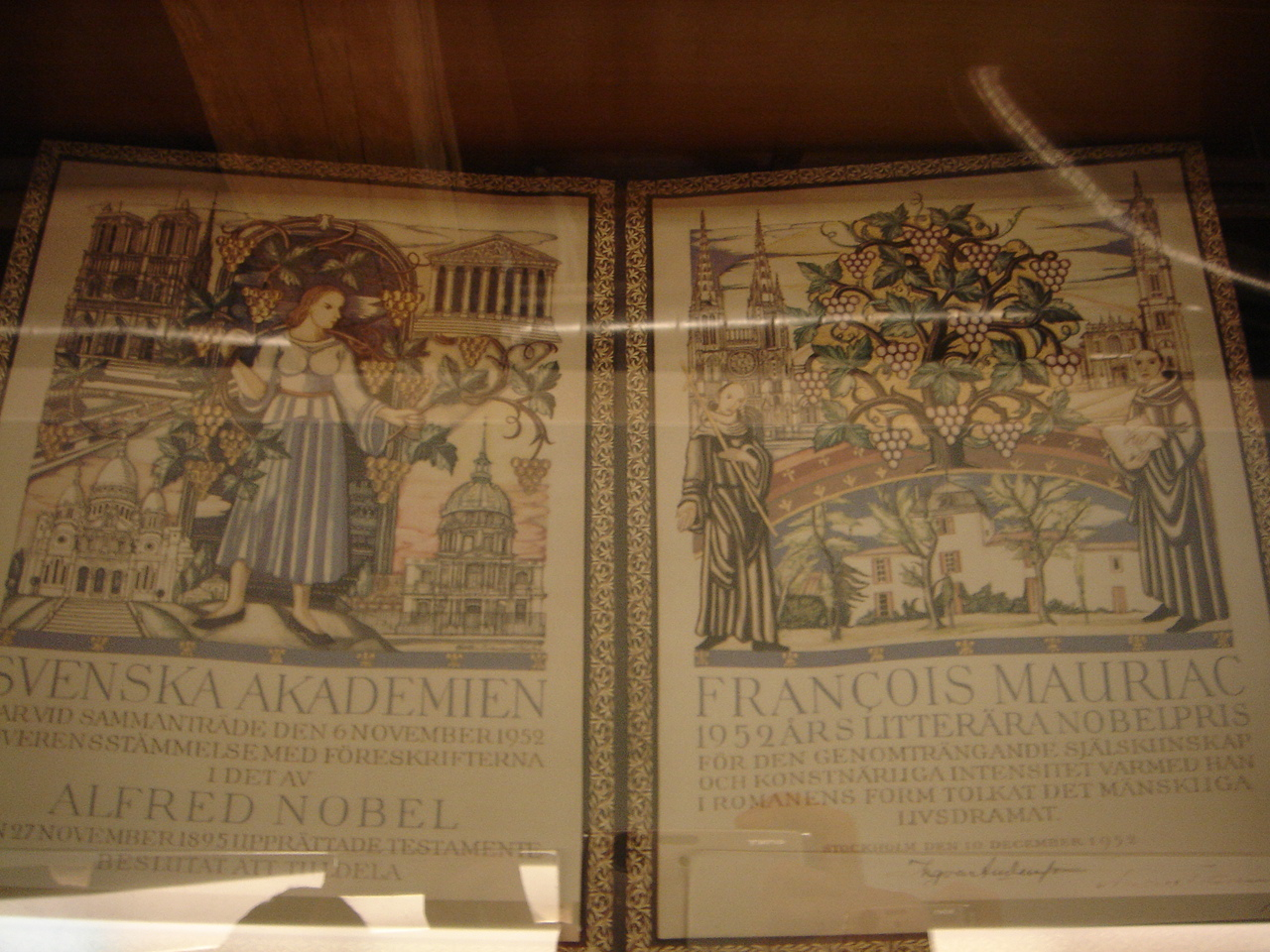
Le prix Nobel de François Mauriac (1952).

En 1952, l'année où paraît son roman Galigaï, François Mauriac reçoit le prix Nobel de littérature pour « la profonde imprégnation spirituelle et l'intensité artistique avec laquelle ses romans ont pénétré le drame de la vie humaine ». Des rumeurs ont affirmé à partir d'octobre que le Prix pourrait être partagé entre lui et Graham Greene et il est prêt à y renoncer si c'est le cas. Son fils Jean Mauriac, journaliste politique à l'Agence France-Presse, qui suit de Gaulle l'a informé de cette rumeur. En allant chercher son prix le 9 décembre, il est accueilli en Suède par un diplomate français qui l'informe des émeutes des 7 et 8 décembre 1952 à Casablanca. Cet événement choque Mauriac, qui a été approché peu avant par des libéraux du Maroc comme Robert Barrat. Avec Patrice Blaque-Belair, ce dernier l'invite, avec les étudiants marocains parmi lesquels les futurs ministres Ahmed Alaoui et Taïbi Benhima, au pèlerinage annuel des étudiants parisiens à Chartres, où il est acclamé, pour son éditorial du 13 janvier 1953 dans Le Figaro dénonçant la situation au Maroc.
Polémiste vigoureux, d'abord absent du débat sur la guerre d'Indochine (Vercors lui reprochera son silence), il prend ensuite position, d'abord contre cette guerre dans les colonnes du quotidien Le Figaro, où il accuse le pouvoir démocrate-chrétien de ne provoquer que « ruines », « décomposition » et « décombres », notamment dans sa politique coloniale, puis en faveur de l'indépendance du Maroc et de la Tunisie, puis de l'Algérie, et condamne l'usage de la torture par l'armée française (L'Imitation des bourreaux de Jésus-Christ). Il préside aussi le Comité de soutien aux chrétiens d'URSS.

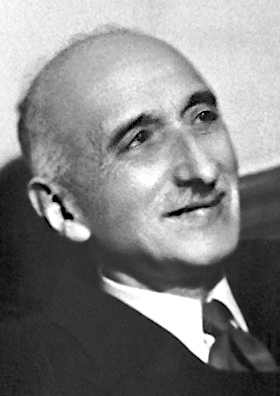
François Mauriac en 1952.

Il s'exprime notamment dans son Bloc-notes, qui paraît d'abord dans la revue de La Table ronde, ensuite dans Le Figaro, puis dès 1955 dans L'Express, que viennent de créer Françoise Giroud et Jean-Jacques Servan-Schreiber, avant de reparaître à partir de 1961 et jusqu'à la fin dans Le Figaro.
Il soutient un temps Pierre Mendès France sous la IVe République, mais le putsch des généraux à Alger précipite son ralliement sans faille au général de Gaulle sous la Ve République. Au cours des années 1960, il donne une suite à ses Mémoires intérieurs (1959), avec les Nouveaux mémoires intérieurs (1965), et publie ses Mémoires politiques (1967), ainsi qu'une hagiographie du Général, De Gaulle (1964), auquel il demeurera fidèle jusqu'au bout.
Son dernier roman, Un adolescent d'autrefois reçoit un accueil enthousiaste de la critique en 1969. Une suite, Maltaverne, demeure inachevée et sera publiée de manière posthume en 1972.

### Mort et hommages
François Mauriac meurt le 1er septembre 1970 en son domicile au no 38 avenue Théophile-Gautier dans le 16e arrondissement de Paris. Ses funérailles se tiennent le 5 septembre à la cathédrale Notre-Dame de Paris, en présence, en plus de la famille, du président Georges Pompidou, du Premier ministre Jacques Chaban-Delmas et d'André Malraux. Il est ensuite inhumé au cimetière de Vémars (Val-d'Oise).
Ses œuvres complètes ont été publiées chez Fayard en douze volumes entre 1950 et 1956. Une édition complète de ses œuvres romanesques et théâtrales a été éditée dans la collection de la Bibliothèque de la Pléiade, en quatre volumes, parus entre 1978 et 1985 ; elle est suivie en 1990 d'une édition de ses œuvres autobiographiques.
Claude Mauriac et Jean Mauriac, ses fils, et Anne Wiazemsky, sa petite-fille, sont aussi écrivains. Luce Mauriac, sa fille, a publié un roman en 2008.

### Attirances homosexuelles
S'appuyant sur des sources écrites, la « biographie intime » de François Mauriac par Jean-Luc Barré parue en 2009 décrit une tendance homosexuelle longtemps gardée secrète, peut-être platonique mais qui a marqué son œuvre. Il a éprouvé à partir de 1924 une brûlante passion pour le jeune écrivain suisse Bernard Barbey,,.
Dans une féroce lettre ouverte de 1964, Roger Peyrefitte avait accusé Mauriac d'être un homosexuel refoulé et l'avait traité de Tartuffe. Mauriac, éconduit par Jean Cocteau dans leur jeunesse, avait insulté par une phrase lapidaire la mémoire de Cocteau à son décès en octobre 1963. Peyreffite écrit : « (...) vous avez fait votre apparition dans le monde. Sous les auspices du marquis d'Argenson. (...) Ce furent alors des voyages en Italie, avec le directeur de cette revue, fameux par son fond de teint et sa perruque. Il conserve, au-dessus de son lit, un portrait de vos belles années où votre poitrine, dans le décolleté de la chemise, est nue jusqu'au nombril. » (Revue Arts, 1er mai 1964)
Cette attirance a été évoquée par Daniel Guérin dans une interview publiée dans le livre de Gilles Barbedette et Michel Carassou, Paris gay 1925, publié en 1981 aux Presses de la Renaissance, se fondant sur la correspondance qu'il avait reçue de Mauriac, conservée à la Contemporaine, bien que Mauriac ait souhaité la récupérer et la détruire.
En 2001, Françoise Giroud cofondatrice de L'Express, hebdomadaire qui avait engagé François Mauriac en novembre 1953, écrit : « Ce vieux monsieur avait un petit défaut : il ne supportait pas les femmes avant qu'elles aient atteint l'âge canonique, après quoi il les trouvait bien vilaines » et constate : « Ce vieux monsieur délicieux aimait les garçons. C'était éclatant dès qu'il posait les yeux sur Jean-Jacques Servan-Schreiber : il était amoureux ».

## Héritage
Le domaine de Malagar, à Saint-Maixant, qui fut le lieu de la fin de l'adolescence et que l'écrivain reçut en 1927 à la suite d'un partage familial, est aujourd'hui propriété du Conseil régional d'Aquitaine. Cette maison d'écrivain, transformée en centre culturel, est désormais ouverte à la visite.
Dès 1968, l'écrivain fait don à la Bibliothèque littéraire Jacques-Doucet d'un premier ensemble constitué de « manuscrits autographes, manuscrits dactylographiés, épreuves corrigées, correspondance et papiers personnels ». Ce don se voit complété après la mort de l'auteur par ses héritiers. Le corpus représente aujourd'hui un fonds de 12 mètres linéaires.

## Œuvres

### Romans, nouvelles, récits
- 1913 : L'Enfant chargé de chaînes
- 1914 : La Robe prétexte
- 1920 : La Chair et le Sang
- 1921 : Préséances
- 1921 : Dialogue d'un soir d'hiver (nouvelle)
- 1922 : Le Baiser au lépreux
- 1923 : Le Fleuve de feu
- 1923 : Genitrix
- 1924 : Le Mal
- 1925 : Le Désert de l'amour (Grand prix du roman de l'Académie française, 1926)
- 1927 : Thérèse Desqueyroux
- 1928 : Destins
- 1929 : Trois récits : Coups de couteau, 1926 ; Un homme de lettres, 1926 ; Le Démon de la connaissance, 1928
- 1930 : Ce qui était perdu, les Cahiers verts, Bernard Grasset (éditeur), 1930
- 1932 : Le Nœud de vipères
- 1933 : Le Drôle (conte pour enfant)
- 1933 : Le Mystère Frontenac
- 1935 : La Fin de la nuit
- 1936 : Les Anges noirs
- 1938 : Plongées comprenant Thérèse chez le docteur, 1933 ; Thérèse à l'hôtel, 1933 ; Le Rang ; Insomnie ; Conte de Noël
- 1939 : Les Chemins de la mer
- 1941 : La Pharisienne
- 1944 : Les Arbres et les Pierres
- 1951 : Le Sagouin
- 1952 : Galigaï
- 1954 : L'Agneau
- 1969 : Un adolescent d'autrefois
- 1972 : Maltaverne (posthume)

### Théâtre
- 1938 : Asmodée, pièce en cinq actes
- 1945 : Les Mal-aimés, pièce en trois actes
- 1947 : Passage du malin, pièce en trois actes et un tableau
- 1950 : Le Feu sur la terre

### Poésie
- 1909 : Les Mains jointes
- 1911 : L'Adieu à l'adolescence
- 1918 : Le Disparu
- 1925 : Orages
- 1940 : Le Sang d'Atys

### Essais, recueils d'articles
- 1920 : De quelques cœurs inquiets. Petits essais de psychologie religieuse (Société littéraire de France)
- 1926 : Le Jeune Homme (Hachette)
- 1926 : La Province (Hachette ; réédition Arléa, 1988)
- 1928 : Le Roman (L'artisan du livre)
- 1928 : La Vie de Jean Racine (rééd. Paris, Perrin, 1999)
- 1928 : Divagations sur Saint-Sulpice (Édouard Champion et ses amis)
- 1929 : Dieu et Mammon
- 1929 : Voltaire contre Pascal (Collection "Rara Avis" aux Éditions de La Belle Page)
- 1930 : Trois Grands Hommes devant Dieu, éd. du Capitole
- 1931 : Le Jeudi-Saint
- 1931 : Pèlerins (Éditions de France) (nouv. éd. Plon, 1933, sous le titre "Pèlerins de Lourdes")
- 1931 : Souffrances et bonheur du chrétien
- 1931 : Blaise Pascal et sa sœur Jacqueline
- 1931 : Fauteuil XXX : René Bazin (dans la collection « Les Quarante », Librairie Félix Alcan)
- 1931 : L'Affaire Favre-Bulle (Grasset)
- 1933 : Le Romancier et ses personnages suivi de L'éducation des filles
- 1936 : La Vie de Jésus (Flammarion, rééd. Seuil, 1999)
- 1939 : Les Maisons fugitives (Grasset)
- 1944 : La Nation française a une âme (Les Lettres françaises du 9 septembre 1944 (reproduit dans La République du Silence, Harcourt, Brace and Company, New York, 1946, p. 448-460)
- 1945 : Le Bâillon dénoué (Grasset)
- 1945 : La Rencontre avec Barrès (rééd. La Table ronde, 1994)
- 1947 : Du côté de chez Proust, La Table ronde, 1947
- 1949 : Mes grands hommes (Éditions du Rocher)
- 1958-1971 : Bloc-notes, Seuil, 5 vol.
- 1958 : Le Fils de l'homme
- 1981 : Souvenirs retrouvés - Entretiens avec Jean Amrouche, éd. Fayard/INA
- 1996 : Mozart et autres écrits sur la musique, éd. Encre marine
- 2000 : La Paix des cimes : chroniques, 1948-1955, éd. Bartillat
- 2004 : D'un bloc-notes à l'autre : 1952-1969, éd. Bartillat
- 2008 : Téléchroniques, 1959-1964, éd. Bartillat

### Mémoires

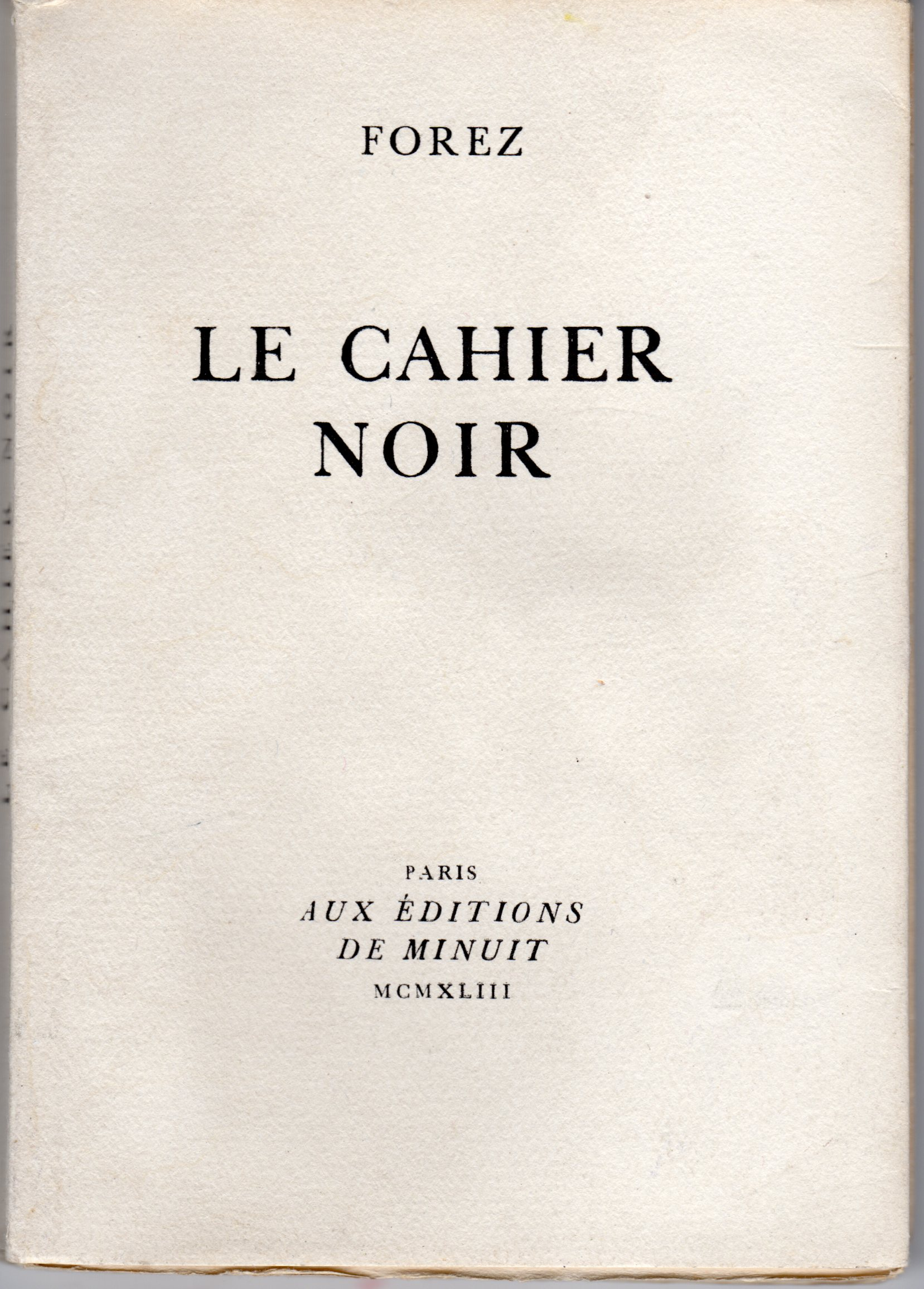
Couverture du livre Le Cahier noir de Forez (pseudonyme de guerre de François Mauriac)

- 1943 : Le Cahier noir Publié sous le nom de Forez, qui était son pseudonyme, en clandestinité, par les éditions de Minuit
- 1948 : Journal d'un homme de trente ans (extraits), Éditions Egloff
- 1959 : Mémoires intérieurs
- 1962 : Ce que je crois
- 1964 : Nouveaux Mémoires intérieurs
- 1967 : Mémoires politiques

### Autobiographie, discours et correspondance
- 1925 : Bordeaux, version première des Commencements d'une vie (L'Esprit du Temps, 2009)
- 1932 : Commencements d'une vie
- 1933 : Discours de réception à l'Académie française (Institut de France, hors commerce) (éd. Grasset, 1934)
- 1934 : Journal I (Grasset)
- 1937 : Journal II (Grasset)
- 1939 : Hiver (paru en 1941 chez Flammarion, dans le recueil collectif La Guirlande des années)
- 1940 : Journal III (Grasset)
- 1947 : Réponse à Paul Claudel à l'Académie française (Institut de France, hors commerce) (éd. La Table ronde, 1947)
- 1952 : Journal du temps de l'occupation (dans les Œuvres complètes, Librairie Arthème Fayard)
- 1953 : Écrits intimes
- 1981 : Lettres d'une vie, 1904-1969
- 1989 : Nouvelles Lettres d'une vie, 1906-1970
- 2020 : Le Livre de raison de Malagar (inédit posthume), éditions Le Festin, coll. Les Confidences, 2020

### Biographie
- 1924 : La Vie et la Mort d'un poète (dédiée à son ami André Lafon ; éd. Bloud et Gay)
- 1945 : Sainte-Marguerite de Cortone (Flammarion)
- 1976 : Lacordaire (éd. Beauchesne)

### Scénario
- 1955 : Le Pain vivant (scénario et dialogue du film Le Pain vivant réalisé par Jean Mousselle et sorti en 1955) (publié chez Flammarion en 1955)

### Œuvres complètes
- Œuvres complètes, Librairie Arthème Fayard, coll. Bernard Grasset, 1950-1956, 12 vol.
- Œuvres romanesques et théâtrales complètes, dirigées par Jacques Petit, éd. Gallimard, coll. Bibliothèque de la Pléiade, 1978-1985, 4 vol.
- Œuvres autobiographiques complètes, dirigées par François Durand, éd. Gallimard, coll. Bibliothèque de la Pléiade, 1990.

### Préfaces
- 1948 : La Puissance et la Gloire de Graham Greene
- 1951 : Pays de Rigueur de Boris Bouïeff
- 1958 : La Nuit d'Elie Wiesel
- 1966 : D'autres et moi (recueil de préfaces à des œuvres diverses, ainsi qu’aux œuvres complètes de l’auteur)

## Prix et distinctions
- Grand prix du roman de l'Académie française (1926)
- Membre de l'Académie française (1933)
- Prix Nobel de littérature (1952)
- Grand-croix de la Légion d'honneur (1958)

## Hommages
En 1994, l'État et la ville de Paris rendent hommage à l'écrivain en donnant son nom au quai François-Mauriac, au pied de la Bibliothèque nationale de France dont c'est l'adresse officielle, dans le 13e arrondissement. Une rue François-Mauriac prend son nom à Marseille en 1988.
Par ailleurs, deux prix littéraires portent son nom :
- Le prix François-Mauriac de l'Académie française[60]
- Le prix François-Mauriac de la région Aquitaine[61]

Une association de l'Institut d'études politiques de Bordeaux porte son nom, le cercle Mauriac.
Un monument en hommage à François Mauriac, réalisé en 1990 par Haïm Kern, est installé au centre de la place Alphonse-Deville (6e arrondissement de Paris).

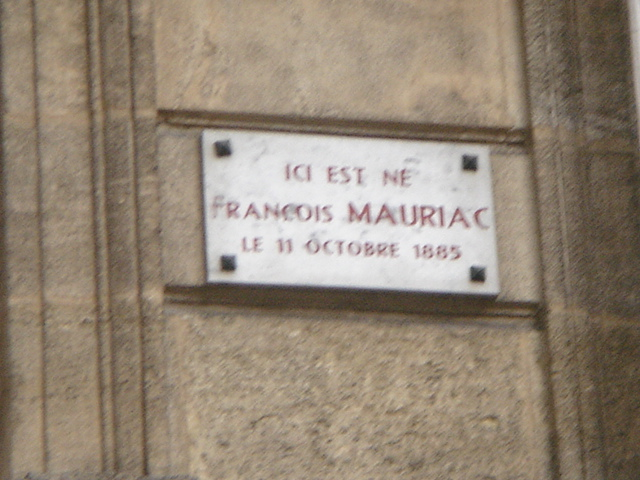
Plaque sur la maison natale de François Mauriac, à Bordeaux.
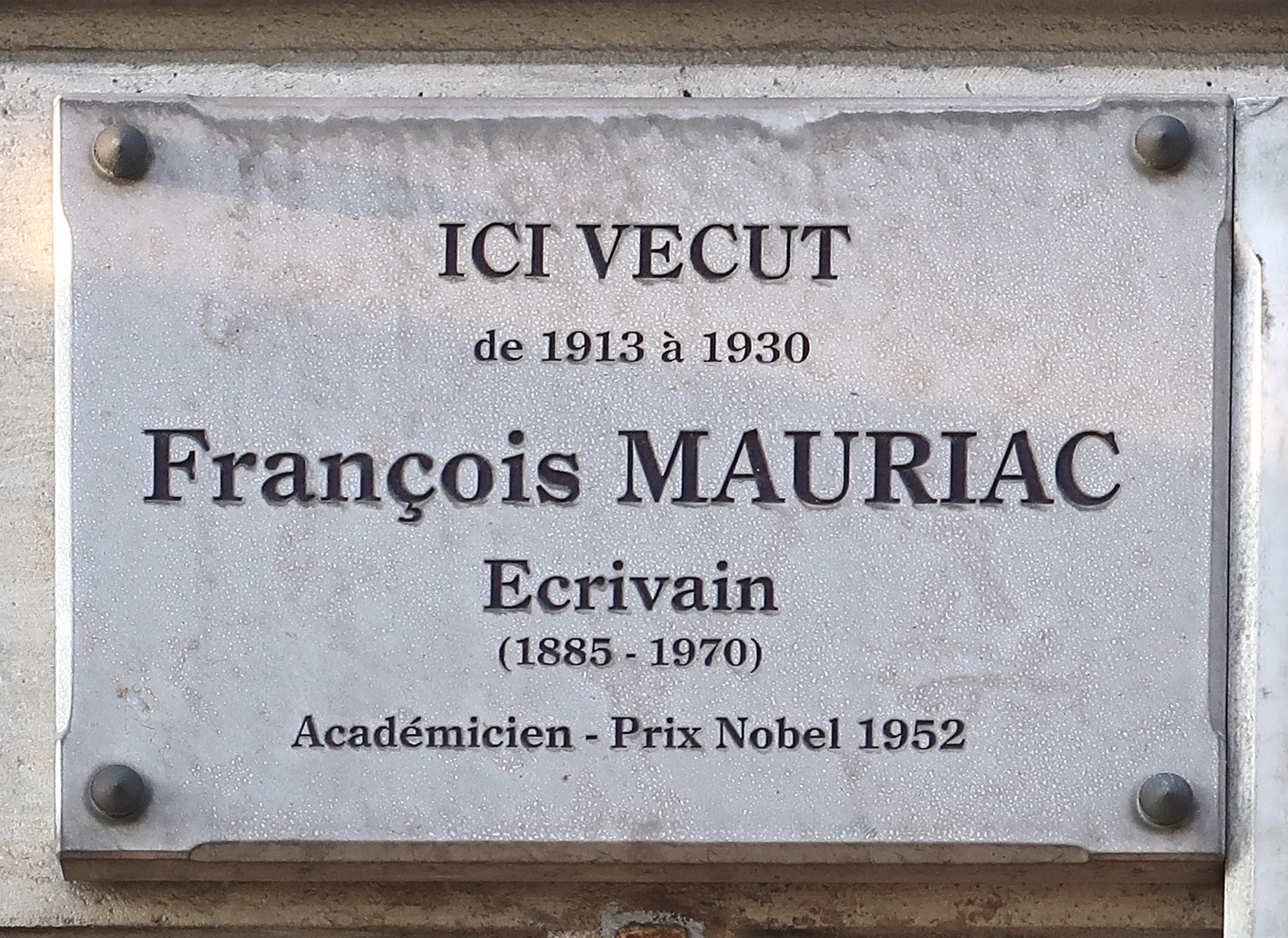
Plaque au no 89, rue de la Pompe.
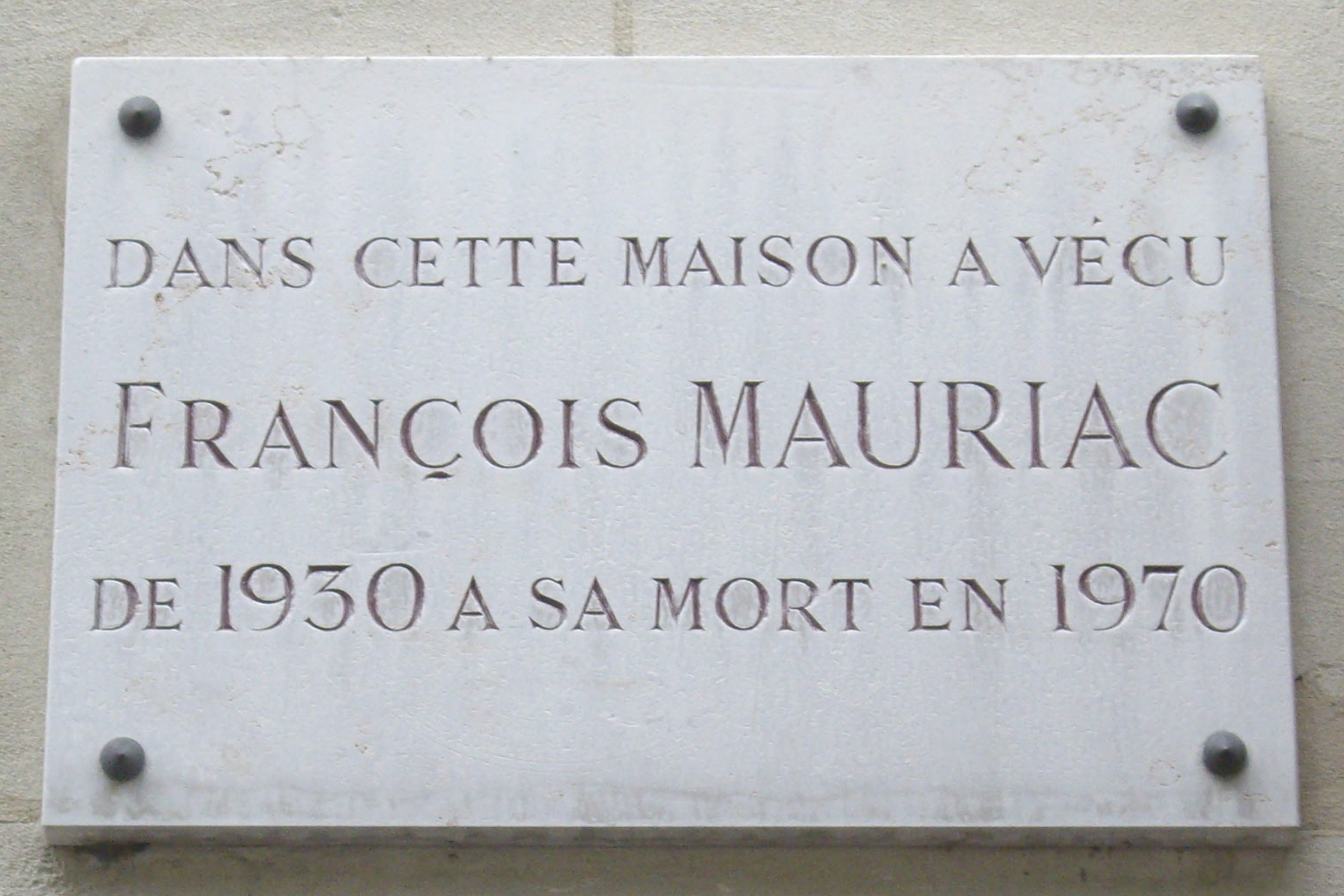
Plaque au no 38, avenue Théophile-Gautier.
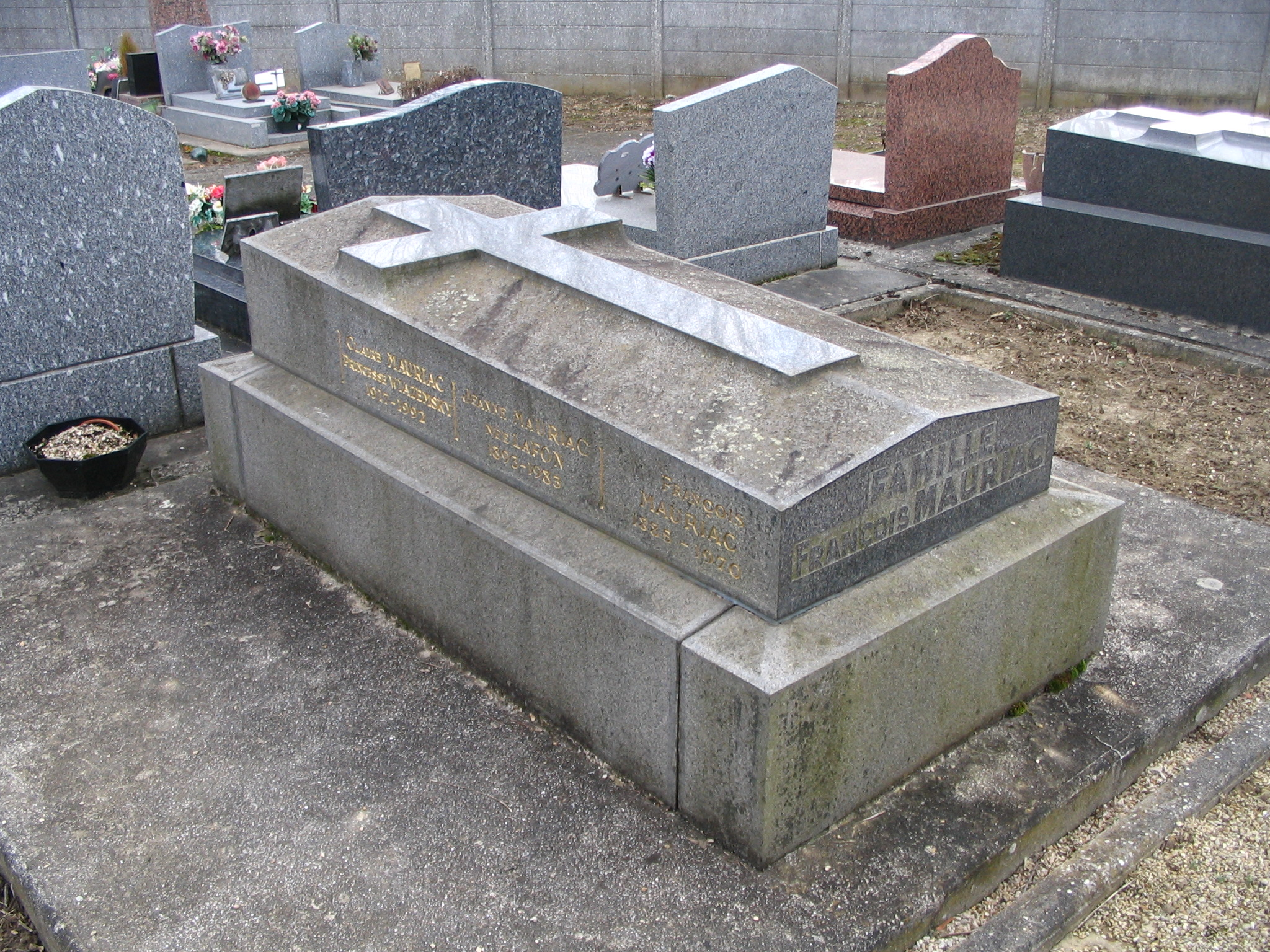
La tombe de François Mauriac au cimetière de Vémars (Val-d'Oise).

Plusieurs établissements scolaires portent son nom, un lycée à Bordeaux ainsi que plusieurs collèges,,.